# M3 Bradley
Xe bọc thép chiến đấu bộ binh M3 Bradley-M3 Bradley Cavalry Fighting Vehicle (CFV) là một xe bọc thép bánh xích trinh sát của Mỹ, được phát triển và chế tạo bởi công ty  BAE Systems Platforms & Services (trước đó là United Defense). Nó là một thành viên của Dòng xe thiết giáp chiến đấu Bradley, xe bọc thép M3 CFV được sử dụng bởi các đơn vị bộ binh cơ giới hạng nặng của Lục quân Hoa Kỳ.

## Lịch sử
Xe bọc thép trinh sát M3 Bradley rất giống với Xe chiến đấu bộ binh M2 Bradley và sử dụng vũ khí chính là hai pháo 20 mm Bushmaster với súng máy đồng trục M240C cỡ 7,62 mm. Nó chỉ khác với M2 ở một vài điểm và ở nhiệm vụ của nó. Xe thiết giáp M3 được phân loại là xe bọc thép trinh sát/hộ tống và không có các cổng bắn như trong dòng M2. M3 cũng mang nhiều tên lửa BGM-71 TOW hơn cũng như nhiều đạn hơn cho súng 25 mm và 7,62 mm.

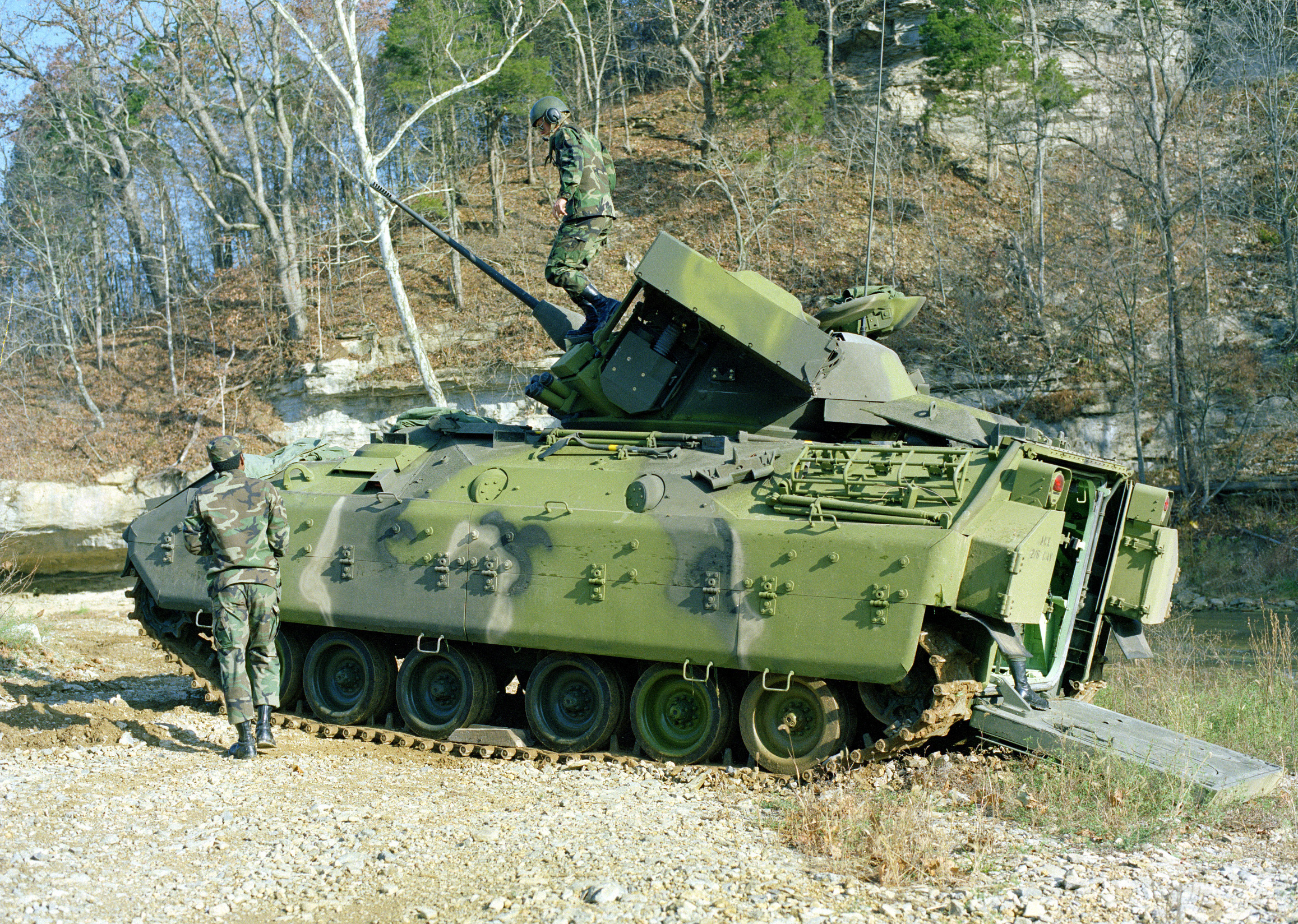
Cấu hình ban đầu của Xe thiết giáp trinh sát M3 Bradley năm 1983.

Toàn bộ dòng xe Bradley ban đầu được thiết kế để bổ sung cho Xe bọc thép chở quân (APC) M113, nhưng cuối cùng nó lại thay thế hoàn toàn M113 trong biên chế Quân đội Hoa Kỳ. Ngày nay, Bradley được đưa vào sử dụng cùng với dòng xe tăng chiến đấu chủ lực M1 Abrams và thường đi cùng các đội bộ binh vào chiến đấu. Trong Chiến tranh vùng Vịnh Ba Tư năm 1991, Bradley đã phá hủy nhiều xe tăng địch hơn M1 Abrams. Chỉ có ba xe Bradley bị hỏa lực địch phá hủy; tuy nhiên, có ít nhất 17 xe bị hỏa lực đồng minh bắn nhầm. Những cải tiến đối với dòng xe Bradley bao gồm các tính năng nhận dạng nâng cao, cũng như các biện pháp đối phó tên lửa chống tăng (chỉ dành cho tên lửa dẫn đường bằng dây thế hệ đầu tiên) và cải thiện khả năng bảo vệ giáp dưới dạng giáp phản ứng nổ ERA.

### Thay thế
Hoa Kỳ và Vương quốc Anh đã hợp tác thực hiện Chương trình chế tạo xe thiết giáp cho lực lượng bộ binh cơ giới tương lai vào những năm 1990. Nó đã đạt đến giai đoạn phát triển kỹ thuật và sản xuất trước khi cả hai nước chấm dứt sự tham gia của họ vào tháng 10 năm 2001 để theo đuổi các chương trình cấp bách hơn khác.
Từ năm 2003, chương trình Future Combat Systems (FCS) đã lên kế hoạch sản xuất xe chiến đấu thế hệ tiếp theo của M3 Bradley dưới tên gọi Xe trinh sát và giám sát XM1201. Kế hoạch này cũng đã bị hủy bỏ khi FCS bị chấm dứt vào năm 2009.
Lục quân Hoa Kỳ dự định tiến hành chương trình chiến đấu Xe chiến đấu mặt đất sẽ thay thế M2 Bradley và M113 vào năm 2018, trong khi M3 Bradley sau đó có thể được thay thế bằng các biến thể GCV trong tương lai. Tuy nhiên chương trình GCV đã bị hủy bỏ.

## Thiết kế

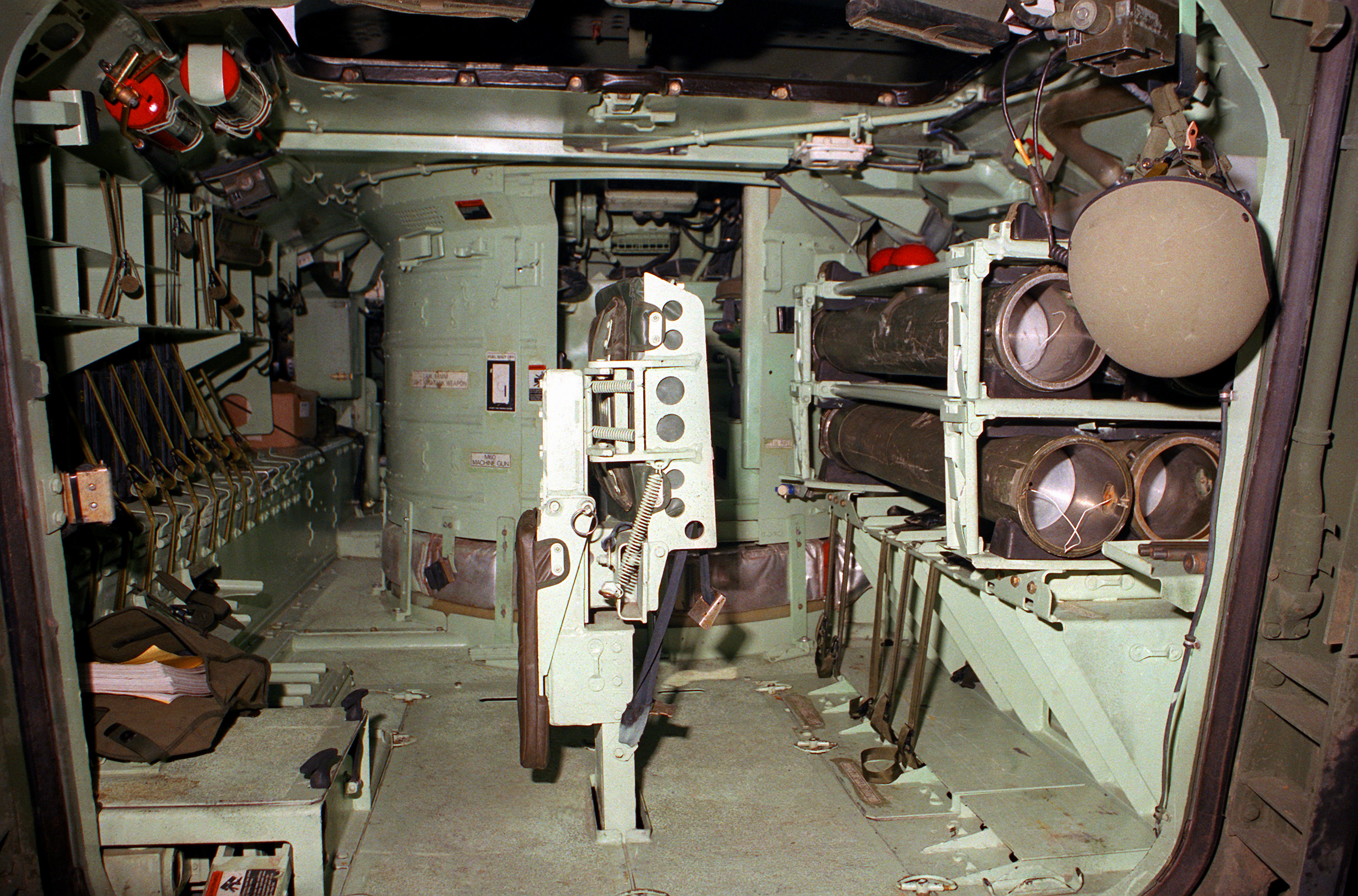
Khoang chứa bộ binh trong xe M3 Bradley CFV. Chú ý việc bổ sung thêm đạn tên lửa TOW trên ngăn chứa đạn phía bên phải thay cho chỗ ngồi của lính bộ binh.

## Các phiên bản

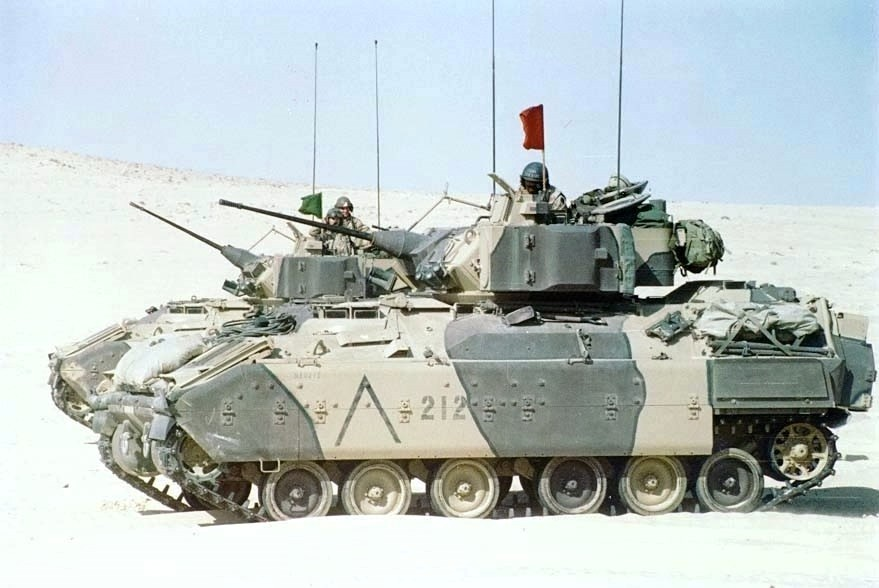
Hai xe thiết giáp trinh sát M3 Bradley trong chiến dịch Lá chắn sa mạc

### M3(A0)
Mẫu này về cơ bản là một chiếc M2 Bradley được sửa đổi lại. Khoang chở quân chở được hai lính cùng với việc bổ sung thêm nhiều đạn dược và tên lửa hơn phiên bản M2. Vì nó không chở nhiều lính nên nó không có các cửa sổ bắn.

### M3A1
Phiên bản M3A1 có hệ thống lọc khí chống các tác nhân NBC. Không giống như M2A1 Bradley, mặt nạ lọc NBC được kết nối trực tiếp với hệ thống lọc trung tâm cho cả năm thành viên trên xe, thay vì chỉ có lái xe, pháo thủ và trưởng xe. Phiên bản này cũng có hệ thống chữa cháy. Ba kính tiềm vọng ở sàn sau đã bị loại bỏ trên M3A1 và thay thế bằng bốn kính tiềm vọng ở chính cửa sập chứa hàng.

### M3A2
M3A2 kết hợp các nâng cấp giáp tăng cường, chẳng hạn như khả năng lắp giáp phản ứng nổ từ M2A2 Bradley. Sau khi thử nghiệm bắn đạn thật, chỗ ngồi và cách sắp xếp chỗ cất đạn cũng được thay đổi, với việc người quan sát được chuyển đến một băng ghế ở phía bên trái của xe và chỗ để đạn tên lửa được sắp xếp lại để thêm độ an toàn. Sau Chiến tranh vùng Vịnh, các cải tiến khác bao gồm máy đo khoảng cách bằng tia laser carbon dioxide an toàn cho mắt, hệ thống định vị toàn cầu và la bàn, thiết bị đối phó tên lửa, hệ thống nhận dạng chiến đấu và kính ngắm nhiệt cho lái xe đã được tích hợp vào M3A2-ODS.

### M3A3
Mẫu M3A3 sử dụng thiết bị thông tin và liên lạc nâng cao, một bộ xử lý trung tâm và màn hình hiển thị thông tin cho chỉ huy xe và chỉ huy đội. M3A3 tương thích với hệ thống liên lạc của xe tăng M1A2 Abrams và trực thăng AH-64D Apache Longbow. Chỉ huy có thêm một kính ngắm hồng ngoại độc lập và một đơn vị ngắm tích hợp mới gọi là Hệ thống tìm mục tiêu Bradley cải tiến (IBAS), cho phép điều chỉnh súng tự động, tự động ngắm và theo dõi mục tiêu. Nóc xe được gia cố bằng giáp titan. Nhiều xe M3A2 đã được nâng cấp lên phiên bản M3A3.

### M3A4
Bradley M3A4 được trang bị động cơ mới 675 mã lực (503 kW). Hệ thống điện tử đã được cải thiện. Việc bàn giao phiên bản này bắt đầu vào năm 2020.

### Các phiên bản
|                                      | M3 và M3A1                                                   | M3A2 và M3A2 RESTOW                                          |                                                              |
| ------------------------------------ | ------------------------------------------------------------ | ------------------------------------------------------------ | ------------------------------------------------------------ |
| Chiều dài tổng thể                   | 254 in (6,5 m)                                               | 258 in (6,6 m)                                               |                                                              |
| Chiều rộng tổng thể                  | 126 in (3,2 m)                                               | 129 in (3,3 m), w/o armor kit                                |                                                              |
| Chiều cao xe                         | 117 in (3,0 m)                                               | 117 in (3,0 m)                                               |                                                              |
| Khoảng sáng gầm xe                   | 18 in (45,7 cm)                                              | 18 in (45,7 cm)                                              |                                                              |
| Tốc độ tối đa                        | 41 mph (66 km/h)                                             | 35 mph (56 km/h)                                             |                                                              |
| Khả năng nổi                         | Có                                                           | Có                                                           |                                                              |
| Độ leo dốc tối đa                    | 60%                                                          | 60%                                                          |                                                              |
| Vượt hào sâu                         | 8,3 ft (2,5 m)                                               | 7 ft (2,1 m)                                                 |                                                              |
| Vượt tường cao                       | 36 in (0,9 m)                                                | 30 in (0,8 m)                                                |                                                              |
| Tầm hoạt động                        | 300 mi (480 km)                                              | 250 mi (400 km)                                              |                                                              |
| Công suất động cơ                    | 500 hp (370 kW) ở 2600 v/ph                                  | 600 hp (450 kW) ở 2600 v/ph                                  |                                                              |
| Tỉ lệ công suất động cơ/ trọng lượng | 20 hp/ST (16,4 kW/t), M3 19,8 hp/ST (16,3 kW/t), M3A1        | 20 hp/ST (16,4 kW/t)                                         |                                                              |
| Momen xoắn                           | 1.025 lb⋅ft (1.390 N⋅m) tại 2350 v/ph                        | 1.225 lb⋅ft (1.660 N⋅m) tại 2300 v/ph                        |                                                              |
| Trọng lượng chiến đấu                | 49.900 lb (22.630 kg), M3 50.500 lb (22.910 kg), M3A1        | 60.000 lb (27.220 kg), w/o armor kit)                        |                                                              |
| Áp suất lên mặt đất                  | 7,7 psi (53 kPa), M3 7,8 psi (54 kPa), M3A1                  | 9,3 psi (64 kPa)                                             |                                                              |
| Main armament                        | 25 mm M242 Bushmaster chain gun BGM-71 TOW anti-tank missile | 25 mm M242 Bushmaster chain gun BGM-71 TOW anti-tank missile | 25 mm M242 Bushmaster chain gun BGM-71 TOW anti-tank missile |
| Góc nâng hạ nòng                     | +59° −9°, M2 +57° −9°, M2A1                                  | +19.5° −9°                                                   | +19.5° −9°                                                   |
| Traverse rate                        | 6 seconds/360°                                               | 6 seconds/360°                                               | 6 seconds/360°                                               |
| Elevation rate, main gun             | 60°/second                                                   | 60°/second                                                   | 60°/second                                                   |
| Đạn dược                             | 1500 đạn pháo, 12 tên lửa TOW/TOW 2, M3A1                    | 1500 đạn pháo, 12 tên lửa TOW/TOW 2, M3A1                    |                                                              |
| Tốc độ bắn                           | Phát một, 100, 200 phát/phút                                 | Phát một, 100, 200 phát/phút                                 |                                                              |